# Masakra w Le Paradis
Masakra w Le Paradis – zbrodnia wojenna popełniona przez żołnierzy Waffen-SS podczas kampanii francuskiej 1940 roku. W dniu 27 maja 1940 pododdział z Dywizji SS „Totenkopf” zamordował 97 brytyjskich jeńców wojennych w pobliżu wsi Le Paradis w departamencie Pas-de-Calais. Kierujący masakrą SS-Obersturmführer Fritz Knöchlein został po wojnie skazany na śmierć przez brytyjski Trybunał Wojskowy.

## Preludium
Kampania francuska 1940 roku była chrztem bojowym Dywizji SS „Totenkopf”. W pierwszych dniach niemieckiej ofensywy jej żołnierze nie napotkali poważniejszego oporu ze strony przeciwnika. 24 maja 1940 dywizja została jednak zatrzymana przez oddziały Brytyjskiego Korpusu Ekspedycyjnego na linii kanału La Bassée. Niemcy utknęli tam na kilka dni, ponosząc spore straty w ludziach i sprzęcie.
W związku ze wznowieniem ofensywy w kierunku Dunkierki dowództwo poleciło Dywizji „Totenkopf” wywalczyć przyczółki po drugiej stronie kanału, a następnie zdobyć pobliską miejscowość Béthune. Niemiecki atak rozpoczęty rankiem 27 maja napotkał jednak na silną i dobrze zorganizowaną obronę Brytyjczyków. Sytuację pogarszał fakt, że większość oficerów dywizji nie posiadała doświadczenia w dowodzeniu na polu bitwy. Ostatecznie po całodziennej walce Dywizja „Totenkopf” zdołała sforsować kanał La Bassée, lecz cena sukcesu była bardzo wysoka. Niemieckie straty wyniosły 155 zabitych, 483 rannych i 53 zaginionych. Jednym z poległych był dowódca dywizyjnego 3. pułku piechoty, SS-Standartenführer Friedmann Götze.

## Przebieg masakry
W trakcie bitwy blisko 100 brytyjskich żołnierzy z 2. batalionu pułku „Royal Norfolk” zabarykadowało się na farmie niedaleko wioski Le Paradis, gdzie próbowali opóźnić postępy niemieckiego natarcia. Farma szybko została otoczona przez kompanię z I batalionu 2. pułku piechoty Dywizji „Totenkopf”. Do tej pory oddział ten zdążył już ponieść ciężkie straty w walce z Brytyjczykami. Okrążeni żołnierze „Royal Norfolk” stawili Niemcom zaciekły opór, zabijając lub raniąc kilku esesmanów. Dopiero po wyczerpaniu amunicji Brytyjczycy zdecydowali się na kapitulację. Wywiesili białą flagę, po czym rzuciwszy broń na ziemię wyszli z podniesionymi do góry rękami, spodziewając się, że zostaną uznani za jeńców wojennych i potraktowani zgodnie z obowiązującymi konwencjami.
Dowodzący niemiecką kompanią SS-Obersturmführer Fritz Knöchlein polecił swoim żołnierzom zgromadzić i przeszukać brytyjskich jeńców. Następnie zaprowadzono ich na plac przed stodołą, stojącą po drugiej stronie pobliskiej drogi. Tam 99 Brytyjczyków ustawiono pod ścianą budynku, po czym na rozkaz Knöchleina ostrzelano z obu stron seriami dwóch karabinów maszynowych. Obsługa obu ckm strzelała w splątany stos ciał tak długo, aż ustały jęki rannych i wszelkie oznaki ruchu. Następnie Knöchlein polecił grupie swoich żołnierzy nałożyć bagnety na broń i przebić lub dobić strzałem w głowę każdego jeńca, który okazywał oznaki życia. Masakra trwała niemal godzinę. Po jej zakończeniu oddział Knöchleina odmaszerował w kierunku Estaires.
Masakrę przeżyło dwóch brytyjskich żołnierzy – szeregowy William O’Callaghan i szeregowy Albert Pooley – którzy po odejściu SS-manów wyczołgali się spod stosu ciał i schronili się w chlewie na pobliskiej farmie. Tam obaj żołnierze ukrywali się przez kilka dni, dopóki ciężkie rany Pooleya nie zmusiły ich do poddania się najbliższemu oddziałowi Wehrmachtu. Niemieccy żołnierze opatrzyli rany Brytyjczyków, po czym odesłali ich do obozu jenieckiego. Zarówno O’Callaghan, jak i Pooley zdołali przeżyć wojnę.
Charles W. Sydnor Jr. upatrywał przyczyn zbrodni w fanatycznej indoktrynacji, jakiej poddawano żołnierzy „Totenkopf”, oraz ich wściekłości, spowodowanej ciężkimi stratami poniesionymi podczas całodziennej walki.

## Odpowiedzialność sprawców
Pogłoski o masakrze w Le Paradis szybko dotarły do generała Ericha Höpnera – dowódcy XVI Korpusu Pancernego, w skład którego wchodziła Dywizja „Totenkopf”. Polecił on rozpocząć śledztwo jednak nie wiadomo, czy w rzeczywistości zostało ono kiedykolwiek wszczęte. Sprawę szybko bowiem zatuszowano, a Knöchlein nie poniósł żadnych konsekwencji prawnych bądź służbowych. Osłaniał go sam dowódca Dywizji „Totenkopf”, SS-Gruppenführer Theodor Eicke, który przekonał Reichsführera-SS Heinricha Himmlera, że zbrodnię usprawiedliwiało rzekome stosowanie przez Brytyjczyków zabronionej amunicji dum-dum (podobną linię obrony przyjął Knöchlein podczas swojego powojennego procesu).
Ostatecznie Fritz Knöchlein został aresztowany w 1947 roku. Od sierpnia do października 1948 toczył się jego proces przed brytyjskim Trybunałem Wojskowym w Altonie koło Hamburga. Kluczowe dla jego identyfikacji jako sprawcy masakry w Le Paradis okazały się zeznania obu ocalałych żołnierzy „Royal Norfolk”. 25 października 1948 Knöchlein został uznany winnym i skazany na śmierć przez powieszenie. Wyrok wykonano 28 stycznia 1949 w Hamburgu. Knöchlein był jedynym żołnierzem Dywizji „Totenkopf” osądzonym za wymordowanie jeńców w Le Paradis.

## Pamięć
Dzień lub dwa po zakończeniu masakry Niemcy polecili miejscowej ludności pogrzebać zwłoki jeńców w miejscu, gdzie zostali zamordowani. W 1942 wszystkie ciała ekshumowano i przeniesiono na przykościelny cmentarz w Le Paradis. Pochowano tam także kilkudziesięciu innych brytyjskich żołnierzy, poległych podczas kampanii 1940 roku. Dopiero w 1970 na ścianie stodoły, przy której rozstrzelano jeńców, umieszczono pamiątkową tablicę. Z kolei w 1978 na cmentarzu w Le Paradis wzniesiono pomnik upamiętniający ofiary masakry.